# Mount LeSchack
Mount Mount LeSchack är ett berg i Antarktis. Det ligger i Västantarktis. Inget land gör anspråk på området. Toppen på Mount LeSchack är 2 265 meter över havet.
Terrängen runt Mount LeSchack är kuperad åt sydväst, men åt nordost är den platt. Trakten är obefolkad. Det finns inga samhällen i närheten. 